# 伊麗莎白·威伯拉罕

伊麗莎白·威伯拉罕女爵（Elizabeth, Lady Wilbraham，1632 年 2 月 14 日 - 1705 年 7 月 27 日）是一位英國貴族，娘家姓氏為密頓 (Mytton)，過去一直認定她是一位重要的建築贊助人。
晚近有些人提出了她應是歷史上第一位女性建築師的說法，認為她設計的建築作品可能由男性掛名。不過建築史學家對這一點仍有爭議。 

## 早年生活
伊麗莎白·密頓 (Elizabeth Mytton) 出生於一個富裕人家。她在 19 歲時嫁給威伯拉罕準男爵爵位的繼承人湯瑪斯·威伯拉罕 (Thomas Wilbraham)。他們倆人在蜜月期間遍遊歐洲，伊麗莎白藉著這趟旅行拓展了她的建築知識。
伊麗莎白在荷蘭時結識了荷蘭巴洛克建築風格的締造者、建築師彼得·波斯特 (Pieter Post)。在義大利威尼托時，她研究了帕拉第奧的作品；又在德國蘭舒特 (Landshut) 研究過蘭舒特大邸 (Stadtresidenz)。 

## 私人生活
關於威伯拉罕女爵的私人生活，後世所知不多，不過她的若干私人信件在 2008 年被發現，並由斯塔福德郡檔案館保存。這些信件的內容顯示明威伯拉罕女爵當時正在為她的女兒葛蕾絲 (Grace) 和瑪格莉特 (Margaret) 物色夫婿。威斯頓公園基金會 (Weston Park Foundation) 的行銷主任指出：「這些信件佐證了門當戶對的婚姻對當時貴族階級的重要性。毫無疑問，她是一位意志強大的女性，非常清楚自己想要什麼以及如何達成目標。」

## 有關她是已知第一位女性建築師的說法
歷史學者約翰·米勒 (John Millar) 宣稱伊麗莎白·威伯拉罕是目前已知的第一位女性建築師。米勒說，這是他針對這個課題進行了 50 多年的研究之後得到的結論。歷史建築沃頓宅邸 (Wotton House) 的所有人在 2007 年舉辦了一場研討會，調查誰才是這棟建築物的真正建築師。這場研討會至少催生了兩篇論文：霍華德·科爾文爵士 (Sir Howard Colvin) 在 2010 年發表約翰·菲奇 (John Fitch) 可能是這所宅邸原建築師的說法；米勒在同一年稍晚時注意到科爾文的這篇論文，並提出威拉伯罕女爵有可能才是其真正的建築師。十七世紀的女性不可能從事專業工作；米勒認為威拉伯罕女爵雇用男性執業建築師代表她監造進行建築工事。米勒相信她為她的家人設計了十幾棟以上的房子，而且根據這些建築上顯而易見的不尋常細節，米勒進一步推斷她也是 18 座倫敦教堂的設計師 (正式掛名建築師為克里斯多佛·雷恩 (Christopher Wren)）。由於雷恩涉足建築的時間較晚，米勒認為他極有可能曾受教於伊麗莎白·威伯拉罕。
米勒甚至進一步列出多達 400 座可能是由伊麗莎白·威伯拉罕設計的建築物。這些建築物大多與義大利或荷蘭建築有相似之處。伊麗莎白收藏有一本 1663 年版的帕拉第奧著作《建築四書》（第一卷），她為這本書做了大量註釋。然而，霍華德·科爾文爵士在他撰寫的《1600-1840 年間的英國建築師傳記辭典》（Biographical Dictionary of British Architects 1600-1840，第四版，2008 年）這部權威性百科全書式著作中僅在一處提到她，稱她為建築贊助人。加拿大歷史學者辛西亞·哈蒙德 (Cynthia Hammond) 在她 2002 年的論文中提到尼古拉斯·佩夫斯纳 (Nikolaus Pevsner) 將威伯拉罕女爵置於一個「尷尬的地位」。她指出佩夫斯納在討論威斯頓莊園 (Weston Park) 時並沒有提到「由威伯拉罕設計」，有損威伯拉罕的作者身分。  
然而，米勒本人也承認，至今並沒有發現任何載有威伯拉罕姓名的信件或圖紙可證明她參與過任何設計案。他用伊麗莎白在她所收藏的帕拉第奧著作中做的註釋、以及他在當時建造的建築物中發現的相似性來支持他的論點。他認為伊麗莎白設計了 400 座建築物的說法根據的同樣是視覺上的相似性。劍橋大學的建築歷史學者暨克里斯多佛·雷恩專家詹姆斯·坎貝爾 (James Campbell) 表示這些說法：「大多是想像和臆測。」威斯頓莊園的館長加雷斯·威廉斯 (Gareth Williams) 說，並沒有證據顯示曾有專業建築師涉入。 

## 知名設計
- 斯塔福德郡的威斯頓莊園（1671 年）—包括英國歷史建築及古蹟保護協會 (Historic England) 在內的一些人認為伊麗莎白·威伯拉罕為其設計者；但其他人（如威斯頓莊園基金會）則強調設計者應為威廉·泰勒 (William Taylor)。 [a] [8]
- 位於利澤丘下的威斯頓 (Weston-under-Lizard) 的聖安德魯教堂—這是威斯頓莊園內的一座教堂。佩夫斯納如此描述這座教堂：「威伯拉罕女爵的事業… [在] 1700-1 年間。」[9]
- 白金漢郡的沃頓宅邸（1704-1714 年重建）—建築師不詳，但已有人提出應為伊麗莎白·威伯拉罕或約翰·菲奇。[3]

## 資料來源
- Pevsner, Nikolaus. . Buildings of England. London, UK: Penguin Books. 1974. ISBN 0-14-071046-9.

## 延伸閱讀
- Anne Laurence, "Women Using Building in Seventeenth-Century England: A Question of Sources?" Transactions of the Royal Historical Society (2003)
- Eva Alvarez and Carlos Gomez. “The Invisible Women: How Female Architects were Erased from History.” Architectural Review, 2017
- Eve M. Kahn, “Maybe a Lady Taught Christopher Wren.” The New York Times, 2012

1. ↑  In support of William Taylor being the architect, the Weston Park Foundation notes the architectural similarities between the house and the Church of the Holy Trinity at Minsterley, 30 miles away across the county border in Shropshire, which is known to be by Taylor.[8]